# Conistra mixtagrisea
Conistra mixtagrisea là một loài bướm đêm trong họ Noctuidae.